# Cândida Branca Flor
Cândida Maria Coelho Soares (Beja, Beringel, 12 de novembro de 1949 — Massamá, Sintra, 11 de julho de 2001), que utilizava o nome artístico Cândida Branca Flor, foi uma cantora portuguesa.

## Biografia
Nascida em Beringel, em Beja, no Baixo Alentejo, a 12 de novembro de 1949, era filha de Bernardo Soares, natural de Vila Nova de Poiares (falecido em outubro de 2000), e foi adoptada pela sua mulher, Serafina Coelho, natural de Moura.
Frequentou aulas de canto com a professora Maria do Rosário Coelho. Mais tarde, é no bar Louisiana, em Cascais, que começa a conviver com os músicos da sua época e conhece Carlos Zíngaro, do grupo de jazz Plexus, António Avelar de Pinho e Nuno Rodrigues, que a fazem entrar na carreira artística integrando a Banda do Casaco, grupo inovador na música popular portuguesa dos anos 70. Foi casada com Emanuel Rosado, seu agente artístico, entre 1970 e 1992, ano em que se separaram, tendo ambos assinado o acordo de divórcio litigioso em 1999.
Foi, aliás, ao tema "Romance de Branca Flor" do álbum Coisas do Arco da Velha (considerado em Portugal como 'Disco do Ano' de 1976), que foi buscar o nome artístico que a tornaria célebre na sua carreira a solo.
Em 1976, apresentou na RTP, ao lado de Júlio Isidro, o programa televisivo O Fungagá da Bicharada, enveredando, depois, pela carreira de cantora com a edição da banda sonora desse mesmo programa.
Participa pela primeira vez, no Festival RTP da Canção de 1979, com o tema de Tozé Brito A nossa história de amor. Nesse mesmo ano fez sucesso no programa Pisca-Pisca da RTP com o tema "Banho de Lua". Até 1980, trabalhou como rececionista numa empresa de materiais de construção, tendo depois deixado o emprego para se dedicar exclusivamente à música.
Regressou ao Festival RTP da Canção pela mão do seu amigo Carlos Paião, primeiro em 1983, com o tema "Trocas e Baldrocas" (que perdeu o concurso para Bem Bom, das Doce, após ficar em segundo lugar), e no ano seguinte com "Vinho do Porto (Vinho de Portugal)" num dueto com o próprio autor da canção.
Em 1985, lançou o disco infantil Cantigas da Minha Escola. Em 1987, foi a vez de Cantigas da Nossa Terra. Ambos os discos tiveram a colaboração de Carlos Paião e um notável sucesso no panorama discográfico em Portugal.
Colaborou com muitos outros nomes da música popular portuguesa e, ao longo da sua carreira, deu espectáculos atrás de espectáculos para os emigrantes portugueses no estrangeiro.
Na televisão, foi sempre uma presença bastante frequente e foi, inclusive, convidada para participar em programas históricos da RTP como Casino Royal e Parabéns (da autoria do seu grande amigo Herman José), Piano Bar (de Simone de Oliveira), Sons do Sol (de Júlio Isidro), Praça da Alegria (de Manuel Luís Goucha e Sónia Araújo), entre outros. Participou em inúmeras edições do programa Natal dos Hospitais no qual foi sempre bastante acarinhada pelo público.
No programa televisivo Todos ao Palco do encenador Filipe La Féria, Cândida Branca Flor surgiu numa bastante apreciada apresentação teatral.
A 11 de Julho de 2001 suicidou-se após ingestão de álcool e comprimidos, surpreendendo fãs uma vez que projectava em público um imagem de alegria contagiante.
No dia do seu funeral, milhares de pessoas assistiram às cerimónias e as mesmas contaram com uma ampla cobertura mediática (desde televisão à imprensa escrita). No momento do enterro do seu corpo, um comovente aplauso por parte dos seus inúmeros admiradores - entre eles artistas de renome e também simples populares - ecoou na cidade de Lisboa.
Encontra-se sepultada no Talhão dos Artistas do Cemitério dos Prazeres, em Lisboa.

## Homenagens póstumas
Em 2008, Renato Carrasquinho produziu um álbum comemorativo dos 25 anos de carreira da artista, editado pela Farol Música (com o apoio da Universal Music), e no qual reuniu alguns testemunhos de amigos e companheiros de carreira da intérprete como António Sala, Herman José, Tozé Brito e Ramon Galarza.
Em Setembro de 2011, o Teatro Aberto estreou a peça "Cândida - Uma história portuguesa", uma produção da Cassefaz inspirada na vida de Cândida Branca Flor, numa mistura de factos reais e ficção. André Murraças, autor do texto, explicou que «o objectivo era tentar perceber como é que um artista que está preso a um sistema vive, o que tem que fazer para entrar, continuar e não sair. É um espectáculo sobre ela, sobre todas as Cândidas». Peça protagonizada pela atriz Sílvia Filipe e com a participação especial de Guilherme Filipe. Encenação de Paulo Ferreira e André Murraças, este último publicou sobre ela, o livro Cândida - Uma História Portuguesa.

## Discografia

### Álbuns
| Ano  | Nome                               | Editora            | Formato             | Referências |
| ---- | ---------------------------------- | ------------------ | ------------------- | ----------- |
| 1985 | Cantigas da Minha Escola           | Philips / PolyGram | Disco de vinil / CD | [ 19 ]      |
| 1987 | Cantigas da Nossa Terra            | Philips / PolyGram | Disco de vinil / CD | [ 20 ]      |
| 1988 | Retrato Sagrado                    | Philips / PolyGram | Disco de vinil      | [ 21 ]      |
| 1990 | Bailinho português                 | Ovação             | Disco de vinil / K7 |             |
| 1991 | Olá Miudagem                       | Ovação             | Disco de vinil      |             |
| 1992 | Desejos coloridos                  | Ovação             | Disco de vinil / CD | [ 22 ]      |
| 1993 | Alma portuguesa                    | Ovação             | Disco de vinil / CD | [ 23 ]      |
| 1993 | Melhor de Cantigas da Minha Escola | Ovação             | Disco de vinil / CD |             |
| 1995 | Mar de rosas                       | Discossete         | CD                  |             |
| 1995 | Chega-te mais um pouco             | CDsete             | CD                  |             |
| 1997 | Volta para mim (Papá)              | Discossete         | CD                  |             |
| 1998 | Antes te quero esquecer            | Espacial           | CD                  |             |
| 1998 | No Jardim-Escola João de Deus      | Espacial           | CD                  |             |
| 2001 | Amor e Mentiras                    | Sucesso            | CD                  | [ 24 ]      |

### Singles
| Ano  | Nome                                                        | Editora                    | Formato | Referências |
| ---- | ----------------------------------------------------------- | -------------------------- | ------- | ----------- |
| 1976 | Canção da Roupa Branca / A Agulha e o Dedal                 | Philips                    | Single  |             |
| 1976 | O Cochicho / As Lavadeiras de Caneças                       | Polydor                    | Single  | [ 25 ]      |
| 1976 | Cantiga da Rua / Giestas                                    | PolyGram                   | Single  |             |
| 1977 | Esses Dias ao Teu Lado / Em Ti Existo                       | PolyGram                   | Single  |             |
| 1977 | Um, dois, três (agora ou nunca) / Carrocel                  | PolyGram                   | Single  |             |
| 1978 | Dias de Verão / Já é tarde                                  | PolyGram                   | Single  | [ 26 ]      |
| 1979 | Que será, será / Telenovela                                 | PolyGram                   | Single  |             |
| 1980 | Mil Vezes Só / Só Por Amar                                  | Vadeca                     | Single  |             |
| 1980 | Maria Papoila / O Raspa                                     | Vadeca                     | Single  |             |
| 1982 | Trocas Baldrocas / A Prima da Pantera Cor-de-Rosa           | NOVA - Companhia de Música | Single  | [ 27 ]      |
| 1982 | Gira-Discos / A Nossa serenata                              | Rádio Triunfo              | Single  |             |
| 1983 | Vinho do Porto (Vinho de Portugal) - dueto com Carlos Paião | Valentim de Carvalho       | Single  | [ 10 ]      |
| 1983 | Cristo-Rei / Domingos de sol                                | CBS (Portugal)             | Single  |             |
| 1984 | Ó Meu Fradinho Capucho / Quando Eu Era Miúda                | CBS (Portugal)             | Single  | [ 28 ]      |

### Participações
| Ano  | Nome                                       | Editora | Formato        | Referências |
| ---- | ------------------------------------------ | ------- | -------------- | ----------- |
| 1976 | Coisas do Arco da Velha da Banda do Casaco | Philips | Disco de vinil | [ 5 ]       |

### Compilações
| Ano  | Nome                                      | Editora         | Formato  | Referências |
| ---- | ----------------------------------------- | --------------- | -------- | ----------- |
| 2001 | O Melhor de 2 (Cândida Branca Flor / Ana) | Universal Music | CD Duplo |             |
| 2004 | A Arte e a Música de Cândida Branca Flor  | Universal Music | CD       | [ 29 ]      |
| 2008 | Uma vida para sempre                      | Farol Música    | CD       |             |